# Міхай Надь
Міхай Надь (угор. Mihály Nagy; нар. 8 жовтня 1993) — угорський борець вільного стилю, греплер та пляжний борець, дворазовий срібний призер чемпіонатів світу з пляжної боротьби, бронзовий призер чемпіонату Європи з вільної боротьби.

## Життєпис
Боротьбою почав займатися з 2002 року. У 2011 році завоював срібну медаль чемпіонату світу серед юніорів з греплінгу без кімоно. У 2001 році став бронзовим призером чемпіонату Європи серед молоді з вільної боротьби.
Виступає за борцівський клуб ESMTK, Вац. Тренери — Акош Сіфферські, Шандор Каньяші.

## Спортивні результати на міжнародних змаганнях

### Виступи на Чемпіонатах світу
| Змагання                                | Збірна   | Вагова категорія          | Місце  |
| --------------------------------------- | -------- | ------------------------- | ------ |
| Чемпіонат світу з пляжної боротьби 2013 | Угорщина | пляжна боротьба, до 80 кг | Срібло |
| Чемпіонат світу з пляжної боротьби 2014 | Угорщина | пляжна боротьба, до 80 кг | Срібло |
| Чемпіонат світу з боротьби 2015         | Угорщина | вільна боротьба, до 74 кг | 8      |
| Чемпіонат світу з боротьби 2018         | Угорщина | вільна боротьба, до 79 кг | 24     |

### Виступи на Чемпіонатах Європи
| Змагання                         | Збірна   | Вагова категорія          | Місце  |
| -------------------------------- | -------- | ------------------------- | ------ |
| Чемпіонат Європи з боротьби 2014 | Угорщина | вільна боротьба, до 74 кг | 14     |
| Чемпіонат Європи з боротьби 2018 | Угорщина | вільна боротьба, до 79 кг | Бронза |
| Чемпіонат Європи з боротьби 2020 | Угорщина | вільна боротьба, до 86 кг | 13     |

### Виступи на Європейських іграх
| Змагання              | Збірна   | Вагова категорія          | Місце |
| --------------------- | -------- | ------------------------- | ----- |
| Європейські ігри 2015 | Угорщина | вільна боротьба, до 74 кг | 18    |

### Виступи на інших змаганнях
| Змагання                                                         | Збірна   | Вагова категорія                 | Місце  |
| ---------------------------------------------------------------- | -------- | -------------------------------- | ------ |
| Турнір Алі Алієва 2014                                           | Угорщина | вільна боротьба, до 74 кг        | 20     |
| Trophee Milone 2014                                              | Угорщина | греко-римська боротьба, до 75 кг | 5      |
| Турнір міста Сассарі з боротьби 2014                             | Угорщина | вільна боротьба, до 74 кг        | 8      |
| Турнір «Олімпія» 2014                                            | Угорщина | вільна боротьба, до 74 кг        | 5      |
| Гран-прі Парижа з боротьби 2015                                  | Угорщина | вільна боротьба, до 74 кг        | 7      |
| Меморіал Іона Корнеану 2015                                      | Угорщина | вільна боротьба, до 74 кг        | 5      |
| Меморіал Вацлава Циолковського 2015                              | Угорщина | вільна боротьба, до 74 кг        | 7      |
| Гран-прі Парижа з боротьби 2016                                  | Угорщина | вільна боротьба, до 74 кг        | Бронза |
| Турнір Олександра Медведя 2016                                   | Угорщина | вільна боротьба, до 74 кг        | 11     |
| Олімпійський кваліфікаційний турнір з боротьби 2016 (Улан-Батор) | Угорщина | вільна боротьба, до 74 кг        | 5      |
| Олімпійський кваліфікаційний турнір з боротьби 2016 (Стамбул)    | Угорщина | вільна боротьба, до 74 кг        | 25     |
| Чемпіонат світу з боротьби серед студентів 2016                  | Угорщина | вільна боротьба, до 86 кг        | Срібло |
| Гран-прі Парижа з боротьби 2017                                  | Угорщина | вільна боротьба, до 86 кг        | 9      |
| Турнір Дана Колова — Николи Петрова 2017                         | Угорщина | вільна боротьба, до 86 кг        | 27     |
| Кубок Тахті 2018                                                 | Угорщина | вільна боротьба, до 79 кг        | Срібло |
| Київський Міжнародний турнір з боротьби 2018                     | Угорщина | вільна боротьба, до 79 кг        | 12     |
| Турнір Г. Картозія і В. Балавадзе 2018                           | Угорщина | вільна боротьба, до 86 кг        | 21     |
| Гран-прі Іспанії з боротьби 2018                                 | Угорщина | вільна боротьба, до 86 кг        | Бронза |
| Чемпіонат світу з боротьби серед студентів 2018                  | Угорщина | вільна боротьба, до 86 кг        | Срібло |
| Меморіал Вацлава Циолковського 2019                              | Угорщина | вільна боротьба, до 86 кг        | 20     |

### Виступи на змаганнях молодших вікових груп
| Змагання                                       | Збірна   | Вагова категорія              | Місце  |
| ---------------------------------------------- | -------- | ----------------------------- | ------ |
| Чемпіонат світу з греплінгу серед юніорів 2011 | Угорщина | греплінг без кімоно, до 65 кг | Срібло |
| Чемпіонат Європи з боротьби серед юніорів 2013 | Угорщина | вільна боротьба, до 74 кг     | 8      |
| Чемпіонат Європи з боротьби серед молоді 2015  | Угорщина | вільна боротьба, до 74 кг     | Бронза |
| Чемпіонат Європи з боротьби серед молоді 2016  | Угорщина | вільна боротьба, до 74 кг     | 14     |